# Stredné Plachtince
Stredné Plachtince (allemand : Mitterplachtintz,  hongrois : Középpalojta) est un village de Slovaquie situé dans la région de Banská Bystrica.

## Histoire
La première mention écrite du village date de 1473.

## Démographie

### Évolution de la population
| Année:               | 1994. | 2004.   | 2014.   | 2024.   |
| -------------------- | ----- | ------- | ------- | ------- |
| Nombre de personnes: | 613   | 623     | 609     | 599     |
| Différence:          |       | +1,63 % | -2,24 % | -1,64 % |

| Année:               | 2023. | 2024.   |
| -------------------- | ----- | ------- |
| Nombre de personnes: | 600   | 599     |
| Différence:          |       | -0,16 % |